# Samoa Korean Baptist Church Football Club
Il SKBC FC (abbreviazione di Samoa Korean Baptist Church Football Club) è una squadra di calcio delle Samoa Americane. Nel 2013 ha vinto sia il campionato che la coppa del proprio paese. Ha partecipato alla OFC Champions League 2014-2015 venendo eliminato nel girone preliminare, terminando ultimo con un pareggio e due sconfitte.

## Palmarès

### Competizioni nazionali
- ASFA Soccer League: 1

2013
- FFAS President's Cup: 1

2013